# Fernando Scherer

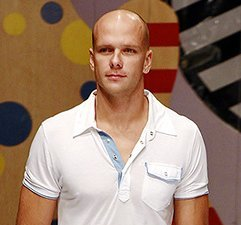
Fernando Scherer

Fernando de Queiroz Scherer (Florianópolis, 6 oktober 1974) deed als zwemmer voor het eerst van zich spreken bij de eerste, experimentele wereldkampioenschappen kortebaan (25 meter) in 1993 op Mallorca. Bij dat toernooi won de Braziliaan de gouden medaille op het koningsnummer, de 100 meter vrije slag.
Vele medailles volgden voor de sprinter, die in eigen land liefkozend Xuxa wordt genoemd. Na zijn twee gouden medailles bij de WK kortebaan van 1995 in eigen land werd hij in Brazilië uitgeroepen tot Sportman van het Jaar. Scherer, lid van de omnisportvereniging Flamengo in Rio de Janeiro, verhuisde eind jaren negentig van de 20e eeuw naar de Verenigde Staten, waar hij zich vestigde in Coral Springs.

## Internationale erelijst

### 1993
```
Wereldkampioenschappen
 kortebaan (25 meter) in 
Palma de Mallorca
:
* Eerste op de 100 meter vrije slag 48,38
* Eerste op de 4x100 meter vrije slag 3.12,11 (
Wereldrecord
)
```

### 1994
```
Wereldkampioenschappen
 langebaan (50 meter) in 
Rome
:
* Derde op de 4x100 meter vrije slag 3.19,35
```

### 1995
```
Pan-Amerikaanse Spelen
 (langebaan) in 
Mar del Plata
:
* Eerste op de 50 meter vrije slag 22,64
```

```
Wereldkampioenschappen
 kortebaan (25 meter) in 
Rio de Janeiro
:
* Tweede op de 50 meter vrije slag 22,08
* Eerste op de 100 meter vrije slag 47,97
* Eerste op de 4x100 meter vrije slag 3.12,42
```

### 1996
```
Olympische Spelen
 (langebaan) in 
Atlanta
:
* Derde op de 50 meter vrije slag 22,29
* Vierde op de 4x100 meter vrije slag 49,69 (startzwemmer)
```

### 1997
```
Wereldkampioenschappen
 kortebaan (25 meter) in 
Göteborg
:
* Twintigste op de 50 meter vrije slag 22,70
* Zeventiende op de 100 meter vrije slag 49,35
```

### 1998
```
Goodwill Games
 in 
New York
:
* Eerste op de 50 meter vrije slag 22,18
* Tweede op de 100 meter vrije slag 48,69
```

### 1999
```
Pan-Amerikaanse Spelen
 (langebaan) in 
Winnipeg
:
* Eerste op de 50 meter vrije slag 22,24
* Eerste op de 100 meter vrije slag 49,19
```

### 2000
```
Olympische Spelen
 in 
Sydney
:
* Twintigste op de 50 meter vrije slag 22,88
* Derde op de 4x100 meter vrije slag 3.17,40
```

### 2003
```
Wereldkampioenschappen
 langebaan (50 meter) in 
Barcelona
:
* Achtste op de 50 meter 
vlinderslag
 23,96
* 32ste op de 50 meter vrije slag 22,80
```

```
Pan-Amerikaanse Spelen
 (langebaan) in 
Santo Domingo
:
* Eerste op de 50 meter vrije slag 22,40
```

### 2004
```
Olympische Spelen
 (langebaan) in 
Athene
:
* Twaalfde op de 50 meter vrije slag 22,27
```